# Традиционалне игре колашинског краја
Традиционалне игре колашинског краја су нематеријално културно добро Црне Горе. Чине их стара кола која се играју уз песму и топот корака, а изводе се у традиционалној народној сукненој или свечаној ношњи. Чувари традиције играња кола живе у Колашину.

## Нематеријално културно наслеђе
Године 2013. Управа за заштиту културних добара започела је израду елабората процене културних вредности нематеријалних добара и законом заштитила 19 нематеријалних културних добара Црне Горе међу којима су и Традиционалне игре колашинског краја.

## О играма
Специфичност Традиционалних игара колашинског краја јесте то што немају инструменталну пратњу. Подршку и пратњу игри дају песма и топот корака. Кола карактерише најчешће игра маушкараца и жена тј. момака и девојака, који се међусобно „бирају“.
Традиционалним играма колашинског краја је претило потпуно нестајање како из праксе тако и из сећања, а обновљене на основу знања старијих носилаца традиције као и кроз истраживања и етномузиколошке анализе. Игре су преношене генерацијама те и данас живе у кореографијама Културно уметничкoг друштава "Мијат Машковић" из Колашина.

## Списак игара
Најпознатије традиционалне игре колашинског краја су:
- шећер
- ситан танац
- маглица
- труса
- Што дријемаш, јадна
- ђидије
- калопер
- Добро вече, госпо
- Ој, Јово, Јово...
- Леше гора
- шибљика
- Глас се чује у главици
- У Вукића Бранковића
- Стамбол

### Карактеристике игара
Игре танац и Ој, Јово, Јово су мистичног порекла и везују се за посмртни обред или измене у природи – на пример прелазак зиме у пролеће. У свадбеном ритуалу некада су били обавезни плесови као што су Добро вече, госпо, калопер и ђидије. Калопер је добио име по цвету калоперу за који народ верује да његов чај доприноси плодности младе. Плес труса је једино родно мешовито коло забележено у Црној Гори које се изводи „немо“ ‒ без вокалне или инструменталне пратње, искључиво уз ритам корака.

## Монографија
Центар за културу Колашин издао је 2017. године монографију Традиционалне игре колашинског краја: пут до културног добра: прича о једној идеји. Монографија је богато илистрована са педесет једном фотографијом и предтавља вредан прилог у проучавању нематеријалног културног добра Црне Горе.